# 加藤隆弘
加藤 隆弘（かとう たかひろ、1976年2月4日 - ）は、秋田放送の社員で元アナウンサーである。
東京都杉並区出身。法政大学卒業後、1999年ABSに入社。番組出演中は面白いジョークや駄洒落などを交えながら司会をすすめている。ファンが多数存在する名アナウンサーである。お酒の話題になると目の色を変えることが多い。阪神タイガースファンであり、ラジオ中継の際には必ず阪神タイガースの応援歌・六甲おろしを熱唱することもある。2006年12月結婚し、2009年3月に営業部に異動した。

## 今までの担当番組
- ラジオ「元気満タン秋田だWin2」中継（2005年10月～2006年3月21日）
- ラジオ「ごごはWIN'S」月中継（2006年4月～2007年3月）
- ラジオ「これはkikiますビタミンラジオ」
- テレビ「ABSワイドゆう」
- テレビ「月刊 元気一番"生"テレビ」秋田リポーター
- テレビ「ゆうドキっ!」
- ラジオ「なんてったって日曜はスポーツ」[2]
- スポーツ実況中継、リポート等